# 日本における看護
日本における看護（にほんにおけるかんご、Nursing in Japan）は、十九世紀末まで職業的には発達しなかった。西洋のモデルを用いた小さな看護学校は、当初は1860年代後半に東京でのみ導入されたが、1880年代後半までには開校されていた。災害救護に応えて、日本赤十字は看護の発展にとって欠かせないものとなった。1915年までには看護師登録が確立されて、全国で保健師が働き始めた。看護大学は二十世紀に設立され、看護師育成と公衆の健康の標準を作るための規則が可決された。

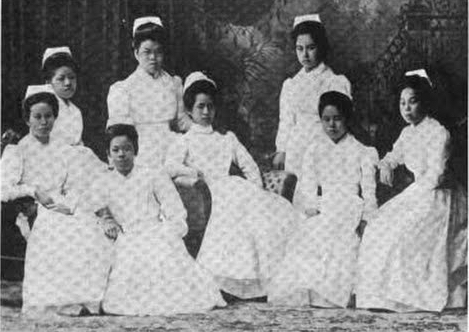
中央に座した看護教育者の荒木いよと、東京の聖路加国際病院の看護学生たち、1909年の刊行物より